# Шчепкинска гора
Шчепкинската гора (на руски: Щепкинский лес) е специално защитена природна територия, най-голямото естествено насаждение в Ростов на Дон.
Наречена е на Шчепкинската клисура, разположена на мястото на сегашната гора. Според някои източници, резерватът е кръстен на едно от близките селища – Шчепкин. Дължината на парка е от север на юг – 4 км, а от запад на изток – 4 – 4,5 км.
До 30 януари 2006 г. гората е със статут на Държавно дивечово стопанство с регионално значение. Статутът на резервата е премахнат със заповед на администрацията на Ростовска област. С постановление № 558 от 20 май 2014 г. на администрацията на град Ростов на Дон горският участък е класифициран като „земя на населено място“ с разрешен вид на използване – „градски гори“.

## История
В началото на ХХ век в района на Ростов, близо до село Шчепкин, е решено да започне засаждане на дървесни култури. Това стана основата за създаването на партийния резерват „Шчепкински“. Резерватът е създаден за отглеждане на различни видове животни на територията му, но идеята се проваля, а стопанската дейност е ограничена. Останалите гористи местности впечатляват със своята живописност. Обширното горско стопанство съдържа голямо разнообразие от видове растителност.
Съвременната Шчепкинска гора е най-голямата горска плантация, създадена от човека, близо до границите на Ростов на Дон. Тя е обичайно място за почивка на жителите на Ростов поради живописността на територията. Паркът разполага с широка мрежа от велосипедни алеи.

## География
Шчепкинска гора е разположена в североизточната част на Ростов на Дон. Местността представлява наносни акумулативни равнинни образувания. На територията на резервата има две кариери, едната от които е пълна с вода. В източната част на гората има изкуствено езеро, образувано от притоците на реките Голяма Камишеваха и Темерник.
Природата в Шчепкинската гора е представена от речни и горски видове. Наводнената кариера е зарибена, главно със сребриста каракуда, речно попче и ракообразни. Гората е обитавана от сърни, лисици, зайци, диви свине, фазани, яребици, чапли и други видове животни, често срещани в южната част на Русия. Ловът в Шчепкинската гора е забранен. Не се изисква разрешително за риболов.
- Изглед от гората
- Изглед от гората
- Изглед от гората